# Олімпійський фаховий коледж імені Івана Піддубного
Олімпійський коледж імені Івана Піддубного — вищий навчальний заклад фізичної культури І рівня акредитації у Києві. Заснований у 1966 році розпорядженням Ради Міністрів Української РСР як Республіканське вище училище фізичної культури. Коледж є базовим закладом для підготовки спортивного резерву для збірних команд України. Заклад державної форми власності у підпорядкуванні Міністерства освіти і науки України, знаходиться за адресою — вул. Василя Іваниса, 4.

## Коротка довідка
При коледжі є загальноосвітня школа, де навчаються діти з 6 по 11 класи, де проходять програму загальноосвітньої школи й поєднують із заняттями спортом (15 видів). Крім того, тут можуть навчатися члени збірних команд України з інших видів спорту. Після закінчення школи учні мають можливість вступу до коледжу. Через пандемію коронавірусу і війну з росією до коледжу приймали абітурієнтів без екзаменів, але через творчий конкурс. Пріоритет віддавався спортсменам, які мають найвищі спортивні звання, - майстрам спорту, кандидатам у майстри спорту, першорозрядникам. 
Училище має відділи: футболу, легкої атлетики, спортивної гімнастики, фехтування, художньої гімнастики, плавання, синхронного плавання, дзюдо, вільної боротьби, боксу, велоспорту, академічної греблі, греко-римської боротьби, кульової стрільби, хокею з шайбою, пляжного волейболу. Училище має: приміщення навчального та спального корпусів, 5 футбольних полів, футбольний манеж, 2 спортзали для фехтування, спеціалізований зал для спортивної гімнастики, легкоатлетичний манеж, стадіон з легкоатлетичними доріжками, плавальний басейн.
За роки свого існування училище підготувало 23 чемпіонів Олімпійських ігор, 192 чемпіонів світу і Європи, 45 заслужених майстрів спорту, понад 2000 майстрів спорту. В ньому навчається понад 500 учнів. 13 вихованців училища були членами збірної команди України на Олімпійських іграх 1996 в Атланті (4 з них стали призерами ігор зі спортивної гімнастики та легкої атлетики), 27 вихованців — на Олімпійських іграх 2004 в Афінах (6 з них стали бронзовими призерами з фехтування та художньої гімнастики).
Серед випускників училища: чемпіони світу з легкої атлетики Жанна Пінтусевич і Олександр Багач, чемпіони Європи та світу з фехтування Наталія Конрад і Володимир Лукашенко, олімпійські чемпіони — Вадим Гутцайт та Олександра Тимошенко, чемпіонки світу з художньої гімнастики Тамара Єрофеєва та Ганна Безсонова, абсолютна чемпіонка Європи зі спортивної гімнастики Аліна Козіч, переможець першості Європи з фехтування Юрій Приходько, чемпіонка Європи з фехтування Влада Харькова, срібний призер першості світу з фехтування Василь Калинський.

## Зміна назв та типу закладу
Республіканська спеціалізована школа-інтернат спортивного профілю у місті Києві. 
(Розпорядження Ради Міністрів Української РСР від 07. 07.1966 року № 782-р)
Республіканське училище олімпійського резерву.
(Наказ Міністерства народної освіти УРСР від 24.04.1990 року № 88)
Республіканське училище фізичної культури.
(Наказ Міністерства народної освіти від 16 червня 1992 року № 42)
Республіканське вище училище фізичної культури.
(Наказ Міністерства освіти України від 27 листопада 1992 року № 197)
Олімпійський коледж імені Івана Піддубного.
(Наказ Міністерства освіти і науки України від 24 липня 2015 № 812)

## Керівництво
Москаленко Олександр Вікторович - директор
Орєхов Олег Борисович - заступник директора зі спортивних питань
Чеховський Геннадій Олексійович - прессекретар

## Відділення футболу
- Старший вчитель відділення футболу -- Венгер Євген Володимирович
  - Учителі: Марущак Мар'ян Осипович, Семчук Дмитро Анатолійович, Пономарьов Віктор Вікторович, Ковальов Альберт Сергійович, Кириєнко Євген Вадимович, Бійма Олег Іванович, інші
- Випускники минулого: Володимир Татарчук, Іван Яремчук, Павло Яковенко, Юрій Макаров, Юрій Мороз, Микола Русін, Валерій Високос, Юрій Ковальов, Андрій Ковтун, Валерій Горбунов, Сергій Заєць, Віктор Насташевський, Олег Таран, Михайло Олефіренко, Денис Гармаш, Євген Чумак, Денис Попов, Сергій Булеца, Микита Бурда, Віталій Буяльський, інші
- Учителі (інструктори) минулого: Володимир Киянченко, Віталій Хмельницький, Євген Рудаков, Федір Медвідь, Володимир Качанов, Дмитро Резнік, Володимир Подзигун, Віктор Горбач, Олександр Петраков, Володимир Пятенко, Сергій Кравченко, інші